# Wojciech Ślimak
Wojciech Ślimak (ur. ok. 1838-1840 roku w Zakopanem, zm. we wrześniu 1896 roku tamże) – góral, przewodnik tatrzański, kościelny w Zakopanem.
Należał do grupy najlepszych przewodników tatrzańskich w latach 1860-1890. Uprawnienia klasy II zdobył w 1875 roku, a klasy I – w 1886 roku. Był stałym towarzyszem wypraw ks. Józefa Stolarczyka, za jego czasów pełnił też funkcję kościelnego w parafii zakopiańskiej. W późniejszym okresie prowadził często w Tatry Tytusa Chałubińskiego. Podczas wycieczek z udziałem Chałubińskiego pracował także jako kucharz i golibroda.

## Osiągnięcia wspinaczkowe
- jedno z pierwszych wejść na Lodowy Szczyt (1867, z ks. Stolarczykiem),
- pierwsze zejście z Rysów do Morskiego Oka (ok. 1865, ze Stolarczykiem),
- pierwsze wejście na Baranie Rogi (1867, ze Stolarczykiem)[1],
- próba pierwszego polskiego wejścia na Gerlach (1874, ze Stolarczykiem, Wojciechem Gąsienicą Kościelnym, Wojciechem Rojem i Szymonem Tatarem),
- jedno z pierwszych polskich wejść na Gerlach (1875, z Chałubińskim, Walerym Eljaszem i innymi)[2].